# Gran Premio de Hungría de Motociclismo de 1992
El Gran Premio de Hungría de Motociclismo de 1992 fue la novena prueba de la temporada 1992 del Campeonato Mundial de Motociclismo. El Gran Premio se disputó el 12 de julio de 1992 en el circuito de Hungaroring.

## Resultados

### Resultados 500cc
La marca Cagiva conseguía la primera victoria de una escudería europea, que no sucedía desde Gran Premio de Francia de Motociclismo de 1982 con Sanvenero. La victoria fue a cargo de Eddie Lawson, ya cuatro veces campeón del mundo, pero también ausente del escalón más alto del podio desde 1989.
| 1        | Eddie Lawson          | Cagiva Team Agostini              | Cagiva        | 58:21.786  | 20 |
| 2        | Doug Chandler         | Lucky Strike Suzuki               | Suzuki        | +14.194    | 15 |
| 3        | Randy Mamola          | Budweiser Team/Global Motorsports | Yamaha        | +37.730    | 12 |
| 4        | Kevin Schwantz        | Lucky Strike Suzuki               | Suzuki        | +1:03.608  | 10 |
| 5        | Wayne Rainey          | Marlboro Team Roberts             | Yamaha        | +1:07.662  | 8  |
| 6        | Wayne Gardner         | Rothmans Kanemoto Honda           | Honda         | +1:35.352  | 6  |
| 7        | John Kocinski         | Marlboro Team Roberts             | Yamaha        | +1:42.724  | 4  |
| 8        | Juan Garriga          | Ducados Yamaha                    | Yamaha        | +1:45.077  | 3  |
| 9        | Alex Barros           | Cagiva Team Agostini              | Cagiva        | +1 Vuelta  | 2  |
| 10       | Eddie Laycock         | Milla Racing                      | Yamaha        | +1 Vuelta  | 1  |
| 11       | Miguel Duhamel        | Yamaha Motor Banco                | Yamaha        | +1 Vuelta  |    |
| 12       | Andrew Stroud         | Valvoline Team WCM                | ROC Yamaha    | +1 Vuelta  |    |
| 13       | Thierry Crine         | Ville de Paris                    | ROC Yamaha    | +1 Vuelta  |    |
| 14       | Niall Mackenzie       | Yamaha Motor Banco                | Yamaha        | +2 Vueltas |    |
| 15       | Dominique Sarron      | Team ROC Banco                    | ROC Yamaha    | +2 Vueltas |    |
| 16       | Michael Rudroff       | Rallye Sport                      | Harris Yamaha | +2 Vueltas |    |
| 17       | Cees Doorakkers       | HEK Racing Team                   | Harris Yamaha | +3 Vueltas |    |
| 18       | Peter Graves          | Peter Graves Racing Team          | Harris Yamaha | +3 Vueltas |    |
| 19       | Andreas Leuthe        | VRP Racing Team                   | VRP           | +3 Vueltas |    |
| 20       | Serge David           | Team ROC Banco                    | ROC Yamaha    | +4 Vueltas |    |
| 21       | Josef Doppler         | Uvex Racing Team                  | ROC Yamaha    | +4 Vueltas |    |
| Ret      | Nicholas Schmassman   | Uvex Racing Team                  | ROC Yamaha    | Ret        |    |
| Ret      | Claude Arciero        | Arciero Racing Team               | ROC Yamaha    | Ret        |    |
| Ret      | Toshiyuki Arakaki     | Team ROC Banco                    | ROC Yamaha    | Ret        |    |
| Ret      | Kevin Mitchell        | MBM Racing                        | Harris Yamaha | Ret        |    |
| Ret      | Lucio Pedercini       | Paton Grand Prix                  | Paton         | Ret        |    |
| Ret      | Corrado Catalano      | KCS International                 | ROC Yamaha    | Ret        |    |
| DSQ      | Àlex Crivillé         | Campsa Honda Team                 | Honda         | DSQ        |    |
| DNS      | Simon Buckmaster      | Padgett's Motorcycles             | Harris Yamaha | DNS        |    |
| DNQ      | Larry Moreno Vacondio | Team Domina                       | Yamaha        | DNQ        |    |
| Sources: |                       |                                   |               |            |    |

### Resultados 250cc
Sexta victoria de la temporada para el italiano Luca Cadalora que precedió a su compatriota Loris Reggiani y al español Alberto Puig. La ventaja en la clasificación general de Cadalora es ahora de 58 puntos sobre Reggiani.
| Pos. | Piloto                    | Moto    | Tiempo    | Pts. |
| ---- | ------------------------- | ------- | --------- | ---- |
| 1    | Luca Cadalora             | Honda   | 49.29.109 | 20   |
| 2    | Loris Reggiani            | Aprilia | 49.40.847 | 15   |
| 3    | Alberto Puig              | Aprilia | 49.47.202 | 12   |
| 4    | Masahiro Shimizu          | Honda   | 49.52.483 | 10   |
| 5    | Wilco Zeelenberg          | Suzuki  | 49.52.607 | 8    |
| 6    | Helmut Bradl              | Honda   | 49.52.820 | 6    |
| 7    | Doriano Romboni           | Honda   | 49.55.771 | 4    |
| 8    | Jochen Schmid             | Yamaha  | 50.00.401 | 3    |
| 9    | Carlos Lavado             | Gilera  | 50.24.118 | 2    |
| 10   | Herri Torrontegui         | Suzuki  | 50.27.256 | 1    |
| 11   | Bernard Haenggeli         | Aprilia | 50.30.756 |      |
| 12   | Katsuyoshi Kozono         | Honda   | 50.31.063 |      |
| 13   | Andreas Preining          | Aprilia | 50.45.014 |      |
| 14   | Stefan Prein              | Honda   | 50.45.126 |      |
| 15   | Bernd Kassner             | Aprilia | 50.45.388 |      |
| 16   | Frédéric Protat           | Aprilia | 51.08.846 |      |
| 17   | Renzo Colleoni            | Yamaha  | 51.09.769 |      |
| 18   | Jurgen van den Goorbergh  | Aprilia | 51.14.363 |      |
| 19   | Michele Gallina           | Yamaha  | 51.18.977 |      |
| 20   | José Kuhn                 | Honda   | 1 Vuelta  |      |
| 21   | Bernard Cazade            | Honda   | 1 Vuelta  |      |
| 22   | Patrick van den Goorbergh | Aprilia | 1 Vuelta  |      |
| 23   | Eskil Suter               | Aprilia | 1 Vuelta  |      |
| 24   | Adi Stadler               | Honda   | 1 Vuelta  |      |
| 25   | Luis d'Antín              | Honda   | 1 Vuelta  |      |
| Ret  | Pierfrancesco Chili       | Aprilia | Ret       |      |
| Ret  | Max Biaggi                | Aprilia | Ret       |      |
| Ret  | Jean-Philippe Ruggia      | Gilera  | Ret       |      |
| Ret  | Yves Briguet              | Honda   | Ret       |      |
| Ret  | Loris Capirossi           | Honda   | Ret       |      |
| Ret  | Erkka Korpiaho            | Aprilia | Ret       |      |
| Ret  | Adrian Bosshard           | Honda   | Ret       |      |
| Ret  | Paolo Casoli              | Yamaha  | Ret       |      |
| Ret  | Harald Eckl               | Aprilia | Ret       |      |
| DNS  | Carlos Cardús             | Honda   | DNS       |      |

### Resultados 125cc
Segunda victoria de la temporada del italiano Alessandro Gramigni por delante del alemán Ralf Waldmann y de otro italiano Fausto Gresini. La clasificación provisional del campeonato mantiene a Waldmann en cabeza, por delante de Gresini a 13 puntos y Gramigni a 14 puntos.
| Pos. | Piloto               | Moto      | Tiempo    | Pts. |
| ---- | -------------------- | --------- | --------- | ---- |
| 1    | Alessandro Gramigni  | Aprilia   | 48.15.620 | 20   |
| 2    | Ralf Waldmann        | Honda     | 48.15.739 | 15   |
| 3    | Fausto Gresini       | Honda     | 48.15.766 | 12   |
| 4    | Nobuyuki Wakai       | Honda     | 48.15.952 | 10   |
| 5    | Gabriele Debbia      | Honda     | 48.22.796 | 8    |
| 6    | Hans Spaan           | Aprilia   | 48.23.175 | 6    |
| 7    | Kazuto Sakata        | Honda     | 48.24.702 | 4    |
| 8    | Noboru Ueda          | Honda     | 48.24.860 | 3    |
| 9    | Bruno Casanova       | Aprilia   | 48.29.667 | 2    |
| 10   | Takao Shimizu        | Honda     | 48.34.011 | 1    |
| 11   | Ezio Gianola         | Honda     | 48.35.663 |      |
| 12   | Loek Bodelier        | Honda     | 48.51.101 |      |
| 13   | Oliver Petrucciani   | Honda     | 48.57.373 |      |
| 14   | Arie Molenaar        | Aprilia   | 48.57.430 |      |
| 15   | Dirk Raudies         | Honda     | 49.03.977 |      |
| 16   | Julián Miralles      | Honda     | 49.04.308 |      |
| 17   | Giovanni Palmieri    | Gazzaniga | 49.13.419 |      |
| 18   | Alain Bronec         | Honda     | 49.27.023 |      |
| 19   | Robin Appleyard      | Honda     | 49.27.124 |      |
| 20   | Luis Álvaro          | JJ Cobas  | 49.42.547 |      |
| 21   | Hisashi Unemoto      | Honda     | 49.42.792 |      |
| 22   | Alfred Waibel        | Honda     | 49.43.335 |      |
| 23   | Giuseppe Fiorillo    | Yamaha    | 49.44.177 |      |
| 24   | Hubert Abold         | Honda     | 49.52.049 |      |
| 25   | Steve Patrickson     | Honda     | 49.53.811 |      |
| 26   | Peter Galvin         | Honda     | 49.53.955 |      |
| 27   | Tibor Kis            | Honda     | 1 Vuelta  |      |
| 28   | Attila Szabo         | Honda     | 2 Vueltas |      |
| Ret  | Maurizio Vitali      | Gazzaniga | Ret       |      |
| Ret  | Jorge Martínez Aspar | Honda     | Ret       |      |
| Ret  | Fausto Ricci         | Yamaha    | Ret       |      |
| Ret  | Manuel Hernández     | Aprilia   | Ret       |      |
| Ret  | Carlos Giró          | Aprilia   | Ret       |      |
| Ret  | Peter Öttl           | Rotax     | Ret       |      |
| Ret  | Heinz Lüthi          | Honda     | Ret       |      |
| Ret  | Oliver Koch          | Honda     | Ret       |      |
| Ret  | Kin'ya Wada          | Honda     |           |      |